# 萨里亚克比戈尔
萨里亚克比戈尔（法語：Sarriac-Bigorre，法語發音：[saʁjak bigɔʁ]）是法国上比利牛斯省的一个市镇，位于该省北部，属于塔布区。

## 地理
萨里亚克比戈尔（43°22'57"N, 0°7'39"E）面积10.8 平方千米，位于法国奧克西塔尼大區上比利牛斯省，该省份为法国西南部内陆省份，北至热尔省，西接大西洋比利牛斯省，南与西班牙接壤，东临上加龙省。
与萨里亚克比戈尔接壤的市镇（或旧市镇、城区）包括：利亚克、阿尔塔尼昂、巴济亚克、比戈尔地区拉巴斯唐斯、塞加拉、比戈尔地区维克。

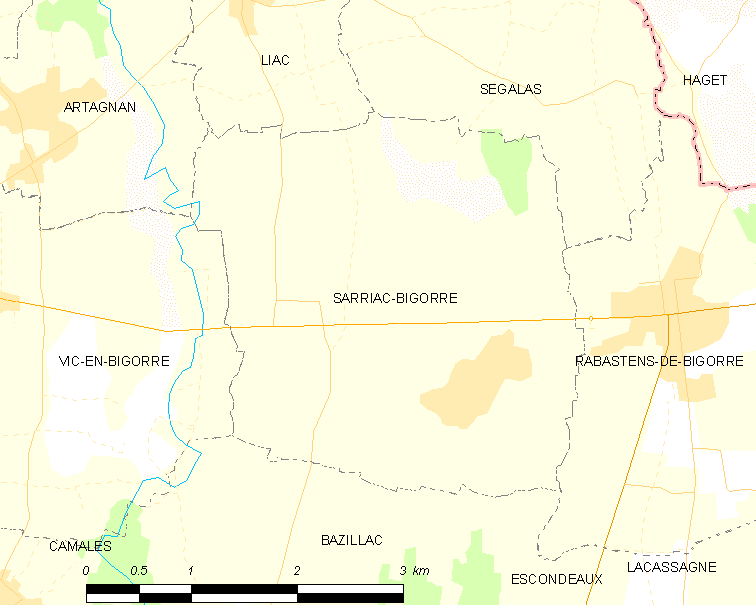
萨里亚克比戈尔的OSM定位图

萨里亚克比戈尔的时区为UTC+01:00、UTC+02:00（夏令时）。

## 行政
萨里亚克比戈尔的邮政编码为65140，INSEE市镇编码为65409。

## 政治
萨里亚克比戈尔所属的省级选区为阿杜尔河谷-吕斯唐-马迪拉奈县。

## 人口

1962-2008年间萨里亚克比戈尔人口变化图示

萨里亚克比戈尔于2022年1月1日时的人口数量为273人。